# Chicago Place
Chicago Place è un grattacielo a uso misto di Chicago lungo la Saks Fifth Avenue.

## Caratteristiche
L'edificio, alto 185 metri, è stato inaugurato nel 1991 e ha 49 piani. Progettato dallo studio Skidmore, Owings and Merrill al suo interno presenta numerosi condomini e in passato anche un grande centro commerciale chiuso dal 2009 a causa del fallimento dovuto alla Grande recessione.

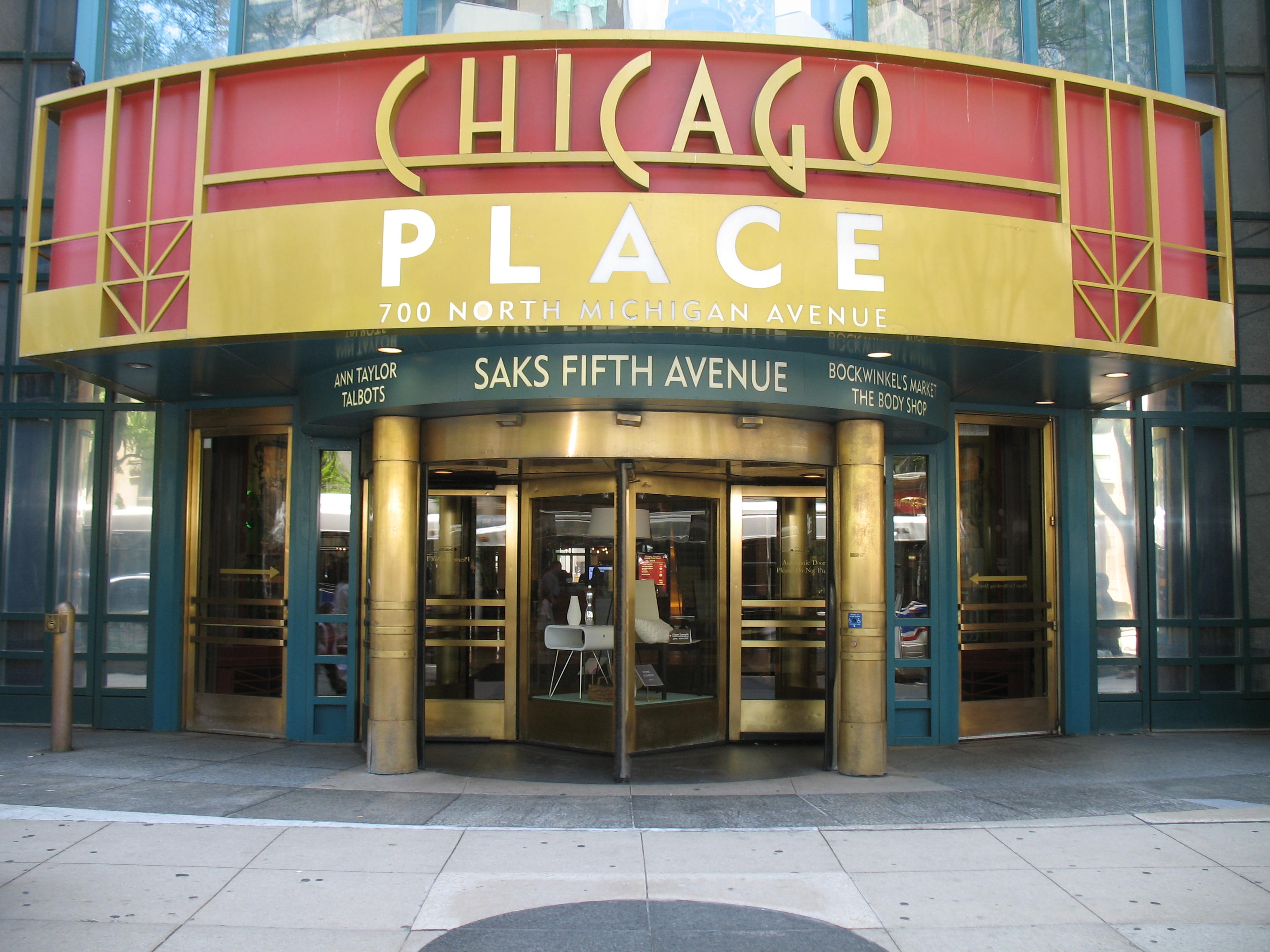
Ingresso di Chicago Place sul Magnificent Mile